# Vrijgraafschap Bourgondië
Het vrijgraafschap Bourgondië (Arpitaans: Franche-Comtât Borgogne; Duits: Freigrafschaft Burgund; Frans: Comté de Bourgogne, later Franche-Comté) was een graafschap in het oosten van het huidige Frankrijk. Het valt ongeveer samen met het huidige Franche-Comté. Het vorstendom was oorspronkelijk een deel van het Arelatische koninkrijk en het Heilige Roomse Rijk, maar werd vanaf het einde van de dertiende eeuw betwist tussen de hertogen van Bourgondië, de koningen van Frankrijk en de keizers van het Heilige Roomse Rijk. Vanaf omstreeks 1360 is er sprake van het vrijgraafschap Bourgondië en gaat het om een allodiaal graafschap.

## Voorgeschiedenis
Het latere vrijgraafschap Bourgondië maakte na 855 deel uit van het koninkrijk Lotharingen (een restant van Midden-Francië) van de Karolingische koning Lotharius II. In 869 overleed Lotharius II echter en versnipperde zijn rijk. De ooms van Lotharius II, Karel de Kale van West-Francië en Lodewijk de Duitser van Oost-Francië, verdeelden in 870 zijn erfenis onder elkaar. De oostelijke grens van West-Francië liep hierbij langs de Maas, Ourthe en Moezel in Lotharingen en in het zuiden langs de Saône en de Rhône. Karel de Kale kreeg echter ook enkele graafschappen op de oostelijke oever van deze rivieren, zoals het graafschap Besançon.
Karel de Dikke wist tussen 884 en 887 het Karolingische Rijk nog eenmaal te verenigen (met uitzondering van het koninkrijk Provence), maar na zijn dood viel het rijk terug uiteen. De adel en clerus van het markgraafschap Transjuranië (het huidige westen van Zwitserland) verzamelden in 888 in de Abdij van Sint-Mauritius en kozen de Transjuraanse markgraaf Rudolf I uit de familie der Welfen tot koning van Opper-Bourgondië. In zijn eerste jaren als koning voegde Rudolf I het graafschap Besançon toe aan zijn koninkrijk. Vanaf 933 vormde koning Rudolf II het koninkrijk Opper-Bourgondië om tot het Arelatische koninkrijk. De opvolgers van Rudolf I werden echter zwakker en zwakker, waardoor de echte macht bij de graafschappen kwam te liggen. Het zou de graaf van Mâcon zijn die verschillende gebieden zou kunnen verzamelen en de basis zou leggen voor het vrijgraafschap.

## Ontstaan (982)
In 925 verkreeg de graaf van Mâcon, Leutald I, na de dood van zijn schoonbroer Hugo de Zwarte, hertog van Bourgondië, macht over het gebied ten oosten van de rivier Saône. Hij werd opgevolgd door zijn zoon Alberik II van Mâcon. In 982 stierf Alberik II en huwde Otto Willem van Bourgondië met de weduwe van Alberik II, Ermentrudis van Roucy. Otto Willem was de zoon van de verdreven koning van Italië Adelbert I van Ivrea. Keizer Otto II de Grote stelde in 982 Otto Willem van Bourgondië aan tot eerste paltsgraaf van Bourgondië. Het gebied besloeg het noordwestelijke deel van Opper-Bourgondië. De graven van Bourgondië zetelden in Dole, net zoals de graven van Besançon eerder deden.

## Geschiedenis

### Deel van het Heilige Roomse Rijk (1033-1678)
In 1033 wordt het gehele Arelatische koninkrijk, en dus ook het paltsgraafschap Bourgogne, deel van het Heilige Roomse Rijk onder keizer Koenraad II.
In 1156 trouwde Beatrix I van Bourgondië met keizer Frederik I Barbarossa. Hun vierde zoon Otto I van Bourgondië werd in 1190 paltsgraaf.
In 1295 maakte Otto IV van Bourgondië een verkoop- en huwelijksverdrag met koning Filips IV van Frankrijk. Zijn dochter Johanna II van Bourgondië trouwde met de latere koning Filips V van Frankrijk van het huis Capet. Dochter Johanna III van Bourgondië erfde het graafschap.
Vanaf omstreeks 1360 is er sprake van het vrijgraafschap Bourgondië en gaat het om een allodiaal graafschap. Het is dan dus geen leengoed meer van het Heilige Roomse Rijk en de vrijgraaf heeft een zeer grote autonomie.
Na de dood van Filips van Rouvres (kleinzoon van Johanna III) in 1361, erfde haar zuster Margaretha van Frankrijk het vrijgraafschap. Na haar dood in 1382 verwierf haar zoon Lodewijk van Male, de graaf van Vlaanderen, ook dit graafschap. Zijn dochter Margaretha van Male, eerder getrouwd met Filips van Rouvres, trouwde in 1369 met de hertog van Bourgondië Filips de Stoute, de jongere broer van koning Karel V van Frankrijk van het huis Valois. Zo werd het vrijgraafschap deel van het grote Bourgondische Rijk in opbouw.

### Deel van het Bourgondische Rijk
Vanaf 1405 behoorde het vrijgraafschap tot het steeds groter wordende Bourgondische Rijk. Naargelang de bezittingen van de hertogen van Bourgondië groter werden, viel er een groter aandeel van hun rijk binnen het Heilige Roomse Rijk. In 1473 werd Karel de Stoute, de achterkleinzoon van Filips de Stoute, door de Duitse keizer bijna tot koning gekroond van een eengemaakt Bourgondische koninkrijk. Dit plan voor een nieuw Middenrijk ging echter op het laatste moment niet door.

### Oorlog om het vrijgraafschap (1477-1492)
Bij de dood van Karel de Stoute in 1477 werd het vrijgraafschap door de Franse koning Lodewijk XI geannexeerd. In hetzelfde jaar trouwde Maria van Bourgondië met de latere keizer Maximiliaan van Oostenrijk. Deze wilde het vrijgraafschap terugkrijgen (tezamen met andere gebieden als Artesië) en startte hiervoor twee oorlogen. Met de Vrede van Senlis (1492) verkreeg Maximiliaan het vrijgraafschap. Het vrijgraafschap bleef deel van het Heilige Roomse Rijk, terwijl het hertogdom terug aan Frankrijk toebehoorde.

### Verdere geschiedenis (1492-1678)
In 1506 werd keizer Karel V de nieuwe graaf. In 1512 werd het vrijgraafschap toegevoegd aan de Bourgondische Kreits. In 1516 werd de graaf (keizer Karel V) ook koning van Spanje. Bij de dood van keizer Karel V werd het vrijgraafschap onderdeel van het grote Spaanse Rijk onder Filips II van Spanje.

### Einde (1659-1678)
In 1659 werd het vrijgraafschap Bourgondië door een verdrag, vervat in de Vrede van de Pyreneeën, ingelijfd door Lodewijk XIV van Frankrijk bij het koninkrijk Frankrijk. Na de Hollandse Oorlog, door de Vrede van Nijmegen in 1678, hield het graafschap op te bestaan, toen het door Lodewijk XIV van Frankrijk veroverd werd en voortaan een provincie van het Franse koninkrijk werd tot aan de Franse Revolutie.

## Zie ook

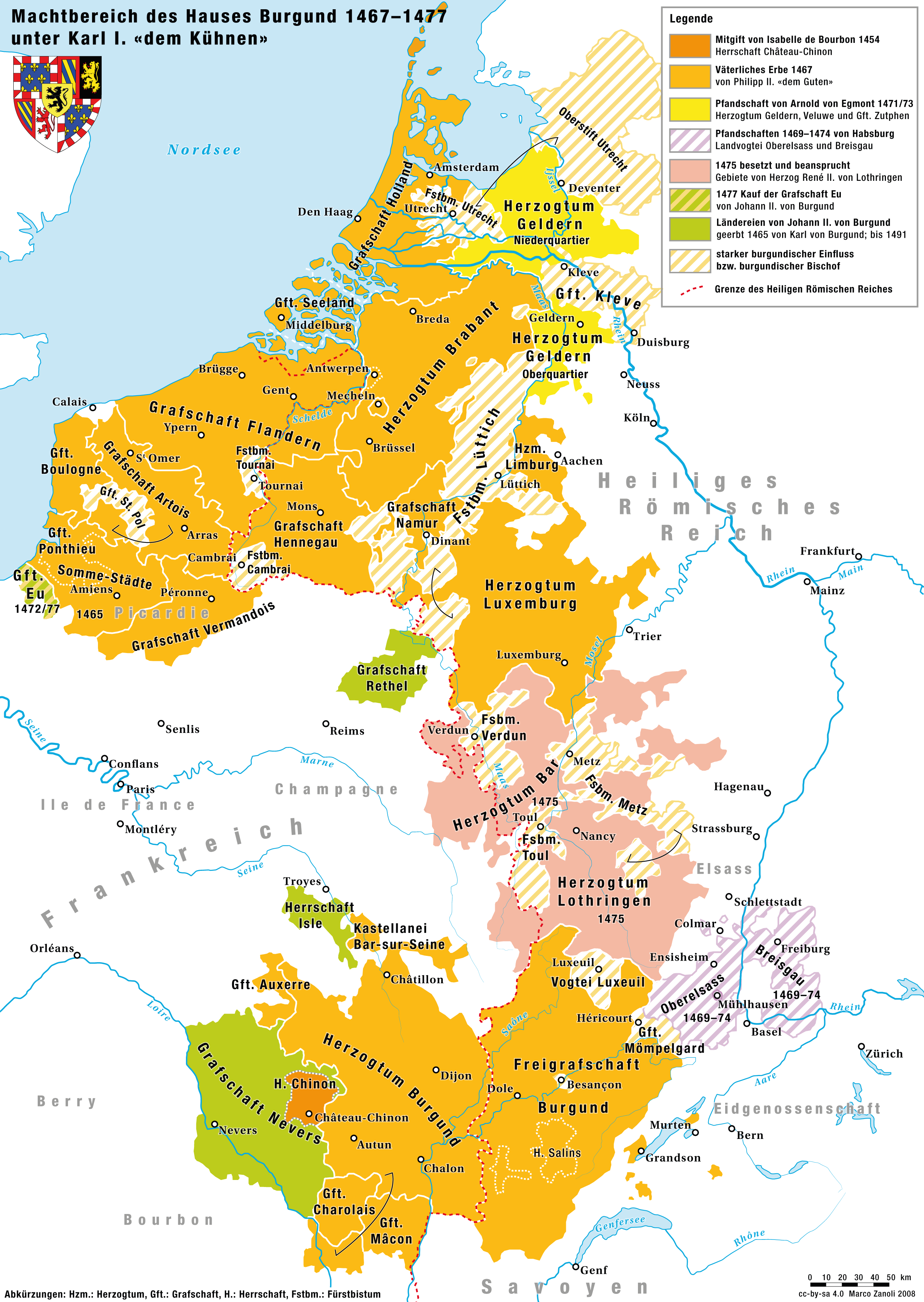
Vrijgraafschap Bourgondië 1477